# Hornstull
Pour les articles homonymes, voir Hornstull (homonymie).

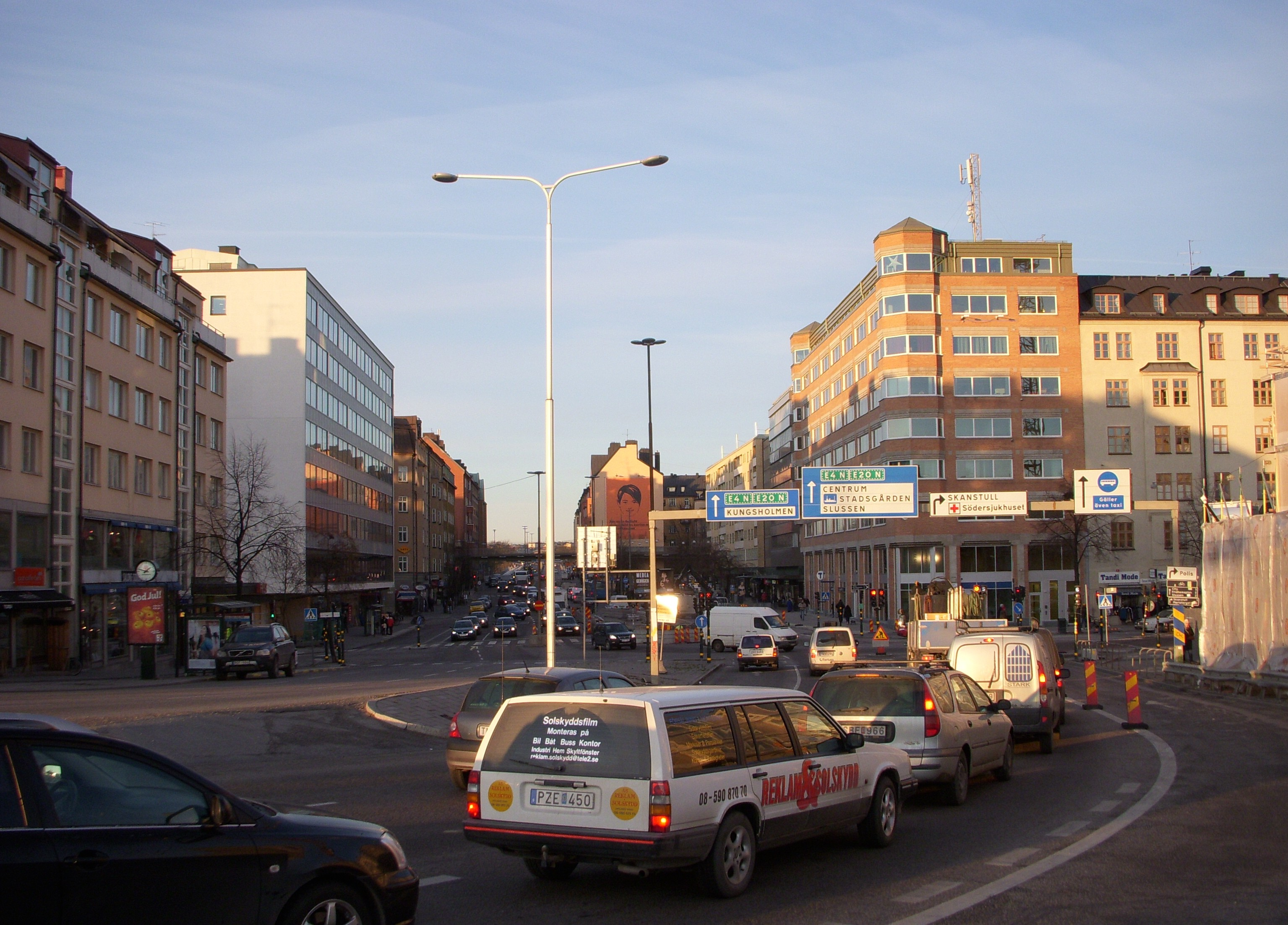
Le quartier de Hornstull.

Hornstull est un quartier de l'Ouest de Södermalm, l'une des îles de Stockholm, capitale de la Suède. Il désigne de nos jours l'intersection entre les voies publiques Hornsgatan et Långholmsgatan (sv).
Il est desservi par la station de métro Hornstull, station de métro de la ligne T13 et T14 du métro de Stockholm.